# Henryk Przeździecki (duchowny)

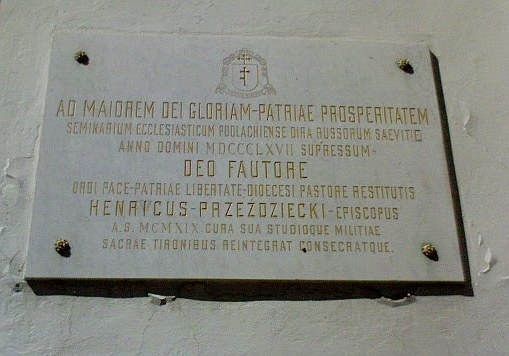
Tablica na budynku poseminaryjnym w Janowie Podlaskim

Henryk Przeździecki (ur. 17 lutego 1873 w Warszawie, zm. 9 maja 1939 w Ortelu Królewskim) – biskup podlaski w latach 1918–1924, biskup siedlecki w latach 1924–1939.

## Życiorys

### Ksiądz rzymskokatolicki
Henryk Przeździecki został wyświęcony na księdza w 1895. Początkowo był kapłanem archidiecezji warszawskiej. W latach 1897–1901 studiował teologię na Cesarskiej Rzymskokatolickiej Akademii Duchownej w Petersburgu.
Po ukończeniu studiów od 1903 był wykładowcą w seminarium duchownym w Warszawie. W latach 1910–1915 był pierwszym proboszczem nowo utworzonej parafii Świętego Józefa Oblubieńca Najświętszej Maryi Panny w Łodzi. W czasie I wojny światowej przebywał w Rzymie. W 1916 został wyznaczony delegatem episkopatu polskiego przy Stolicy Apostolskiej. 11 listopada 1916 został członkiem Tymczasowej Rady Stanu.

### Biskup podlaski
11 grudnia 1917 Henryk Przeździecki został wybrany kandydatem na biskupa ordynariusza wakującej od 1867 diecezji podlaskiej. 1 września 1918 otrzymał nominację na biskupa podlaskiego z siedzibą tymczasową w Siedlcach. 17 listopada 1918 otrzymał w Warszawie sakrę biskupią z rąk arcybiskupa Aleksandra Kakowskiego.
30 listopada 1918 objął rządy w diecezji. 5 stycznia 1919 odbył ingres do kościoła katedralnego w Janowie Podlaskim.
Rozpoczął energiczną odbudowę struktur diecezjalnych oraz reformę administracyjną. 11 grudnia 1918 wydał specjalny dekret, w którym wzywał księży swojej diecezji do natychmiastowego poświęcenia na kościoły rzymskokatolickie wszystkich cerkwi prawosławnych, które władze rosyjskie utworzyły w okresie zaborów w dawnych kościołach, cerkwi, które przed likwidacją unickiej diecezji chełmskiej były świątyniami unickimi, cerkwi, które powstały na miejscu świątyń katolickich obojga obrządków lub z materiałów budowlanych pozyskanych po ich rozbiórce. Nakazywał również natychmiastowe otwarcie wszystkich zamkniętych przez władze carskie świątyń i kaplic rzymskokatolickich. Odzew na apel biskupa ze strony ludności katolickiej był tak duży, że w 1920 biskup zmienił zarządzenie, nakazując powstrzymać się z powtórnymi konsekracjami cerkwi do momentu, gdy osobiście wyda decyzję w odniesieniu do konkretnego obiektu.
Przywrócił kurię i sąd biskupi diecezji podlaskiej. W 1923 zwołał synod diecezjalny do Janowa Podlaskiego, podczas którego ułożono 266 statutów, w których zostało zamknięte całe życie religijne i prawne diecezji podlaskiej.
W 1919 powołał seminarium duchowne w Janowie Podlaskim. W 1923 założył Gimnazjum i Liceum Biskupie Świętej Rodziny w Siedlcach. Jego staraniem utworzono też muzeum diecezjalne.

### Biskup siedlecki
W 1924, za zgodą papieża wyrażoną w bulli Pro recto et utili, przeniósł stolicę biskupią z Janowa Podlaskiego do Siedlec.
W tym też czasie poświęcił się neounii. W 1923 udał się osobiście do Rzymu i spotkał z papieżem Piusem XI. W 1924 otrzymał instrukcję apostolską Zelum Amplitudinis i stał się jednym z głównych architektów Kościoła katolickiego obrządku bizantyjsko-słowiańskiego w Polsce. Do 1939 na terenie diecezji siedleckiej zorganizował 10 parafii neounickich w: Bublu-Pawłowie, Dokudowie, Holi, Kodniu, Kostomłotach, Połoskach, Szóstce, Terespolu, Zabłociu i w Białej Podlaskiej. W uznaniu zasług biskupa Przeździeckiego papież Pius XI powołał
go w 1932 r. na konsultora św. Kongregacji dla Kościoła Wschodniego.
W 1938 złożył w Rzymie akt w sprawie beatyfikacji unickich męczenników podlaskich. 
Podczas swojego pontyfikatu powołał do istnienia 103 parafie obrządku łacińskiego i 12 obrządku bizantyjsko-słowiańskiego; do 1923 r. powołał 66 nowych parafii i poświęcił 106 kościołów. Zmarł 9 maja 1939 wieczorem na serce podczas wizytacji kanonicznej parafii w Ortelu Królewskim.

## Ordery i odznaczenia
- Krzyż Komandorski z Gwiazdą Orderu Odrodzenia Polski (7 listopada 1925)[12]
- Złota Odznaka Honorowa Ligi Obrony Powietrznej i Przeciwgazowej I stopnia[13]